# Hiroyuki (mangaka)
Hiroyuki (ヒロユキ, né le 23 avril 1982) est un mangaka japonais de la préfecture d'Ishikawa, au Japon. Il est connu chez nous pour ses œuvres récentes comme Girlfriend, Girlfriend. Il a également créé la série The Comic Artist and His Assistants adaptée en une série télévisée animée diffusée en 2014. ainsi que la série Aho Girl en 2012 qui a également connue une adaptation animée. Hiroyuki a également créé des dōjinshi basés sur les Visuals Novels de Type-Moon Tsukihime et Fate/stay night. Sa sœur aînée, Kouji Megumi (恵 広史, Megumi Kōji), est également mangaka.

## Œuvres
- Doujin Work (en) (2004-2007)
- Super Oresama Love Story
- The Comic Artist and His Assistants (en) (2008-2014)
- Aho Girl (2012-2017)
- Girlfriend, Girlfriend (2020-2023)